# Paraphellia hunti
Paraphellia hunti is een zeeanemonensoort uit de familie Hormathiidae.
Paraphellia hunti is voor het eerst wetenschappelijk beschreven door Haddon & Shackleton in 1893.